# Поляков, Валерий Михайлович
Вале́рий Миха́йлович Поляко́в (22 октября 1914 ― 27 января 1999) ― советский и российский радиофизик, доктор физико-математических наук, профессор, Заслуженный деятель науки РСФСР (1985), Заслуженный профессор Иркутского государственного университета.

## Биография
Валерий Михайлович родился 22 октября 1914 года в городе Иркутске в семье служащих. Отец, Валерия Михайловича рано ушёл из жизни. Воспитывала его мама, Попова Елизавета Ивановна, которая работала учителем. После школы поступил в Иркутский автодорожный техникум (1930), окончил его в 1933 году. Работал техником Иркутской конторы авторемснаба.
В 1935 году Валерий Михайлович Поляков поступил на физико-математический факультет Иркутского государственного университета и закончил его с отличием в 1940 году. Около года работал на заводе авиационной промышленности инженером ОТК. Поляков в 1941 году назначается начальником лаборатории самолётного оборудования. В годы Великой Отечественной войны Валерий Михайлович возглавляет эту лабораторию, занимавшуюся радиолокационной оборонной техникой.
В 1945 году В. М. Поляков работает инженером Иркутской геофизической лаборатории Главного управления Гидрометеорологической службы.
1946 ― 1948 ― ассистент кафедры общей физики Иркутского медицинского института.
С 1948 года работает в Иркутском государственном университете ассистентом, старшим преподавателем, доцентом, зав. кафедрой общей и экспериментальной физики.
В 1955 году Валерий Михайлович под руководством профессора В. Н. Кессениха (г. Томск) защитил кандидатскую диссертацию.
В 1957 году Полякову присвоено звание доцента, а в 1963 году ― учёное звание старшего научного сотрудника по специальности «геофизика».
В. М. Поляков в 1966 году защищает докторскую диссертацию «Динамическая модель области F ионосферы». В 1968 году Валерий Михайлович получает учёное звание ― профессор.
В 1967 году Поляков становится заведующим кафедрой радиофизики Иркутского государственного университета.
Принимал активное участие в создании в Иркутске академического научно-исследовательского института СибИЗМИР (Сибирский институт земного магнетизма, ионосферы и распространения радиоволн). Валерий Михайлович проработал заведующим кафедрой радиофизики более 20 лет.
1989―1999 гг. ― профессор кафедры радиофизики Иркутского государственного университета. Работал в этой должности до конца жизни.
В Иркутском государственном университете Валерий Михайлович был научным руководителем крупных хоздоговорных работ, внесших весомый вклад в укреплении обороноспособности страны. Для проведения экспериментальных исследований под его руководством был выстроен выносной радиофизический полигон в Тункинской долине Бурятии.
Под руководством Полякова В. М. защищено более 30 кандидатских диссертации, он был научным консультантом более 10 докторских диссертаций. На протяжении долгой трудовой деятельности Валерий Михайлович воспитал большое количество учеников. В числе учеников профессора, доктора наук: Щепкин Л. А., Казимировский Э. С., Климов Н. Н., Кутимская М. А., Хазанов Г. В., Коен М. А., Тинин В. М., Сажин В. И., Иванов В. Б., Афанасьев Н. Т. и другие.
На 1-м корпусе Иркутского государственного университета вывешена мемориальная доска, посвященная профессору В. М. Полякову.

## Награды и звания
- Орден Трудового Красного Знамени

- Медаль «За доблестный труд в Великой Отечественной войне 1941—1945 гг.»

- Медаль «За трудовое отличие»

- доктор физико-математических наук

- Заслуженный деятель науки РСФСР (1985)

- Профессор (1968)

- Заслуженный профессор Иркутского государственного университета

- Член КПСС (1953)

- Член редколлегии журнала «Известия вузов. Радиофизика»

- Главный научный консультант СибИЗМИР

- Член научного совета АН СССР по комплексной проблеме «Распространение радиоволн» (председатель подсекции ионосферного моделирования)

- Премия Совета министров СССР за научные работы по оборонной тематике